# Tuscania
Tuscania, connue sous le nom de Toscanella jusqu'en 1911, est une commune italienne d'environ 8 300 habitants, située dans la province de Viterbe (à 24km), dans la région du Latium, en Italie centrale.  

## Géographie
Tuscania, à l'instar de nombreuses communes limitrophes, est construite sur une série de promontoires en tuf (sept en l'occurrence) typiques de cette partie de la région de Viterbe, entre le fleuve Marta, importante voie de communication et de transhumance qui reliait, dès la Préhistoire, le lac de Bolsena à la mer Tyrrhénienne, dans les alentours de l'actuelle Tarquinia, et le torrent du Fosso Capecchio. 
Sur le flanc ouest du territoire de la commune, vers Arlena di Castro, s'étend une ample surface boisée en plaine, parsemée de lieux-dits connus sous le nom de Pianaccio, Poggio della Madonna, Pian delle Rusciare et Poggio Porciaro.

## Origines du nom
Le nom pré-romain de la ville nous est inconnu. Le nom latin était Tuscana, de tuscum auquel s'ajoute le suffixe prédial latin -anus indicant la possession, avec le sens de territoire ou cité des Tusci, du nom attribué par les Romains aux Étrusques.

## Histoire

### De la Préhistoire à la période étrusque

#### Les origines légendaires
Selon l'historien romain Titus Annius Luscus, Tuscania fut fondée par Ascagne, fils d'Énée, à l'endroit où il avait trouvé douze petits chiens (d'où le nom Étrusque de Tus--Cana, Cana étant similaire au Latin canis pour « chien »). Une autre légende attribue sa fondation à un certain Tusco, fils d'Hercule et Araxe.

#### Préhistoire
Outre quelques traces remontant au paléolithique, les découvertes faites dans les nécropoles étrusques de Scalette et de Pantacciano permettent de dater les premières implantations importantes dans cette zone entre l'âge du cuivre et l'âge du bronze précoce (c'est-à-dire entre le troisième et la première moitié du IIe millénaire av. J.-C.). 
La fondation de la ville proprement dite remonte toutefois probablement au VIIIe siècle av. J.-C.

#### Période étrusque
C'est à ce moment que commence la première phase importante d'expansion des établissements dans la zone, liée au développement de la civilisation étrusque et s'inscrivant dans la tendance de la région à l'émergence de petites cités-états à cette époque, avec l'urbanisation de l'acropole sur la colline de San Pietro (actuellement hors des murs de la ville).
À cette époque, il n'est pas possible de parler d'un seul centre habité, mais (comme l'indique également la découverte de douze nécropoles rupestres distinctes dans la région), plus probablement, d'un groupe de petits villages à vocation essentiellement agricole, qui avaient pour point de référence économique, administratif et religieux la colline de San Pietro, qui devint rapidement l'un des plus importants centres politiques et religieux de la Tuscie.
Au cours des siècles suivants, la position géographique de la ville, située à mi-chemin entre la mer Tyrrhénienne, le lac de Bolsena et l'Étrurie intérieure, ainsi que son contrôle de la vallée de la Marta, ont favorisé le développement et la prospérité de la Tuscania étrusque (connue à l'époque sous le nom de Tusena), la transformant d'un groupe d'établissements principalement agricoles en une ville commerciale, jusqu'à ce qu'elle devienne l'une des villes les plus importantes de la lucumonie de Tarquinia et le centre du réseau routier reliant la côte et l'arrière-pays.
À partir du IVe siècle av. J.-C., après la défaite des cités étrusques de la côte face aux Grecs, le commerce maritime prend également de l'importance, exercé par la Toscane à travers le port de Regas (près de l'actuel Montalto di Castro).

### La domination romaine
Il n'existe aucune preuve historique de la participation de Tuscania aux batailles qui, vers 280 av. J.-C., allaient faire passer sous la domination de Rome le nord du Latium. C'est donc probablement de manière pacifique que la ville est entrée dans l'orbite romaine, sans en souffrir mais, bien au contraire, en en bénéficiant : l'agriculture s'est développée et les ateliers de production de sarcophages décorés (terre cuite et nenfro) ont fleuri. La construction d'aqueducs, de thermes et, surtout, celle - vers 225 avant J.-C. - d'une des plus importantes voies de communication de l'époque, la Via Clodia, a fait de Tuscania l'un des centres les plus importants de la région.
Après la guerre dite sociale (90 av. J.-C. - 88 av. J.-C.), Tuscania est élue municipium romain avec le nom de Tuscana et attribuée à la tribu Stellatina.
Plus tard, au Ve siècle, elle est devenue l'un des premiers évêchés d'Italie et l'est restée jusqu'en 1653. 

### Le Moyen Âge
Après l'effondrement de l'Empire romain d'Occident, Tuscania, comme le reste de l'Italie, est submergée par diverses invasions barbares et occupée successivement par les Hérules, les Goths et les Lombards, qui l'ont conquise sous la conduite d'Alboïn en 569, l'année suivant leur descente en Italie (ou, selon d'autres sources, en 574).
Cette domination prend fin deux siècles plus tard avec la conquête du royaume lombard par les Francs de Charlemagne en 774. Quelques années plus tard, en 781, le même Charlemagne fera don de la ville au pape Adrien Ier, ce qui la fait entrer dans le patrimoine de l'Église.
De 967 à 1066, elle est soumise à la famille Anguillara, avant de passer aux Aldobrandeschi à partir de 1080 et, plus tard, aux marquis de Toscane. Assiégée en 1081 par les troupes de l'empereur Henri IV, descendu en Italie à la fin du mois de mars à la suite de la deuxième excommunication que lui avait infligée le pape Grégoire VII (la première étant liée au célèbre épisode de Mathilde de Canossa). 

### Des communes à aujourd'hui
Au XIIe siècle, Tuscania devient une Commune libre, exerçant sa domination sur un vaste territoire comprenant de nombreux châteaux, dont ceux d'Ancarano, d'Acquabona, de Canino, de Carcarella, de Cellere, de Montalto di Castro, de Piansano et de Tessennano. Au XIIIe siècle, la possession de la ville reste au centre des luttes de pouvoir entre l'empire et la papauté, ce qui conduit Frédéric II de Souabe à la conquérir en entrant dans la ville le 2 mars 1240. La ville est dotée de grandes murailles pour la protéger des attaques extérieures.
En 1222, le séjour de saint François d'Assise à Tuscania déclenche une période de fort renouveau du sentiment religieux dans la ville et la construction de nombreux monastères dans les environs.
Les conflits entre les familles guelfes et gibelines, l'occupation subie et la crise économique due à la perte d'importance de la Via Clodia entraînent une première période de déclin et de perte de prestige pour la ville au profit de Viterbe, toute proche et qui avait également été élevée au rang d'évêché par le pape Célestin III en 1192.
Sous le gouvernement du légat du pape, le cardinal Albornoz (envoyé par le pape Innocent VI entre 1353 et 1367 pour rétablir le contrôle de l'Eglise sur ses territoires pendant la captivité d'Avignon), la ville connaît une période de tranquillité relative, mais non durable.
Martin V, élu pape à l'issue du Concile de Constance (qui avait mis fin au Schisme d'Occident), en reconnaissance de la fidélité de la ville à la cause papale, fait de Tuscania un comté en 1421 et en donne l'investiture au condottiere Angelo Broglio da Lavello, dit Tartaglia, qui était devenu recteur du patrimoine de l'Église lors du Concile de Constance : Il établit sa résidence dans la ville, construisant un certain nombre de bâtiments (la tour Lavello peut être admirée aujourd'hui encore) et aménageant une grande place d'armes.
Vers la fin du siècle, en 1495, Tuscania est mise à sac par l'armée du roi Charles VIII. Venant de Florence et se dirigeant vers le Sud pour occuper le royaume de Naples en tant qu'héritier de Marie d'Anjou, trouve la ville largement sans défense : Le cardinal Giovanni Vitelleschi da Corneto, envoyé par le pape Eugène IV pour mettre fin à la longue série de luttes entre les seigneurs locaux et aux rébellions continues dans la ville (comme celle de 1491, qui avait conduit la population locale à pendre le commissaire papal Bernardone Della Posta sur la colline de Rivellino pour protester contre les lourds impôts) et pour redonner à l'Eglise le contrôle de la ville, avait en fait, peu de temps auparavant, fait raser la plupart des fortifications défensives du territoire de Tuscania.
Cet événement a entraîné une période de lent déclin pour la ville, qui, au cours des siècles suivants, l'a maintenue en marge des événements historiques les plus importants. Tuscania a suivi la fortune des États pontificaux sans aucun événement significatif jusqu'à l'unification de l'Italie, lorsque le 12 septembre 1870, le général Nino Bixio y est entré et a chassé les gardes pontificaux du pape Pie IX. Avec l'annexion au royaume d'Italie, Tuscania entame une reprise sociale et économique progressive.
Le tremblement de terre de février 1971 a presque détruit la ville, causant 31 morts et l'endommagement et l'effondrement de nombreuses maisons et bâtiments, y compris les églises romanes de Saint-Pierre et de Sainte-Marie-Majeure, qui ont été restaurées par la suite. 

## Culture

### Sites archéologiques, monuments et patrimoine
De nombreuses nécropoles remontant à la période étrusque sont disséminées dans la campagne de Tuscania. On y trouve principalement des sépultures creusées dans la roche avec des bancs (VIIIe – VIe siècle av. J.-C.), ou des sarcophages pour le dépôt des corps (Ve – IIe siècle av. J.-C.).
Principalement réparties le long des vallées suivant les cours d'eau, on citera celles qui bordent le fleuve Marta (Ara del Tufo, Guado Cinto, Sasso Pinzuto, Sughereto, Scalette, Casale Galeotti, San Giusto et Solfatare), le torrent Maschiolo, on trouve (Peschiera et Pian di Mola) et du torrent Fecciaro (Carcarello et Madonna dell'Olivo), sans oublier, entre autres, celles de Castelluzza ou de Montebello.
La nécropole la plus connue est celle de la Madonna dell'Olivo, située près du stade municipal et de l'église de campagne du même nom ; le site contient :
- les tombes des Curunas (IVe – IIe siècle av. J.-C.), découvertes entre 1967 et 1970 et qui ont livré une quantité considérable de sarcophages et de matériel funéraire conservés au Musée archéologique national ;
- la Tombe du Sarcophage des Amazones (seconde moitié du IVe siècle av. J.-C.)
- la Grotta della Regina (IVe – IIe siècle av. J.-C.), une vaste tombe souterraine, l'une des premières découvertes à Tuscania.

D'autres sites importants se trouvent dans les environs :
- la Tomba del Dado della Peschiera ;
- la nécropole d'Ara del Tufo (VIIe – VIe siècle av. J.-C.), avec des tombes à tumulus semblables à celles de la nécropole de Banditaccia près de Cerveteri ; le site est d'une importance considérable par la découverte de terres cuites architecturales qui devaient former le revêtement d'un sacellum pour le culte funéraire ;
- la nécropole de Carcarello, où se trouve le sépulcre monumental de la famille étrusque Vipinana, utilisé de la fin du IVe siècle av. J.-C. à la première moitié du IIe siècle av. J.-C. ; vingt-sept sarcophages y ont été retrouvés.

#### Architecture religieuse
Tuscania compte par ailleurs de nombreuses églises, souvent romanes, dont :
- l'église Saint-Pierre, du XIe siècle
- l'église de Sainte-Marie-Majeure
- l'église de Santa Maria della Rosa, important exemple d'architecture romano-gothique, construite entre le XIIIe et le XIVe siècle, au portail central orné de colonnes élancées et d'une belle rosace
- dôme (co-cathédrale de San Giacomo Maggiore, basilique de type XVIIIe dont la façade remonte toutefois au XVIe)
- abbaye de San Giusto

#### Musées
- Le musée archéologique national de Tuscania
- Bonaria Manca (peintre d'art naïf) et le La Casa dei Simboli (« La Maison des symboles »)[2].
- Area Archeologica di Tuscania

### Cinéma
L'unité architecturale exceptionnelle de Tuscania en fait un lieu de tournage privilégié.
Films
- Othello (1952), d'Orson Welles
- Pia de' Tolomei (1958), de Sergio Grieco
- L'Evangile selon saint Matthieu (1964), de Pier Paolo Pasolini
- L'armata Brancaleone (1966), de Mario Monicelli
- L'uomo che ride (1966), de Sergio Corbucci
- Des oiseaux, petits et gros (1966), de Pier Paolo Pasolini
- La cintura di castità (1967), de Pasquale Festa Campanile
- Roméo et Juliette (1968), de Franco Zeffirelli
- Toh, è morta la nonna! (1969), de Mario Monicelli
- Zenabel (1969), de Ruggero Deodato
- Brancaleone alle crociate (1970), de Mario Monicelli
- Vergine, e di nome Maria (1975), de Sergio Nasca
- La cornacchia disse crai (1980), de Paolo Isaja
- Nostalghia (1983), de Andrej Tarkovskij
- Francesco (1989), de Liliana Cavani
- Antonio guerriero di Dio (2006), d'Antonello Belluco
- Il giorno, la notte. Poi l'alba (2007), de Paolo Bianchini
- Aspettando la Bardot (2018), de Marco Cervelli.

Séries télévisées
- Borgia (2011-2014)
- Leonardo (2021), de Frank Spotnitz

## Économie

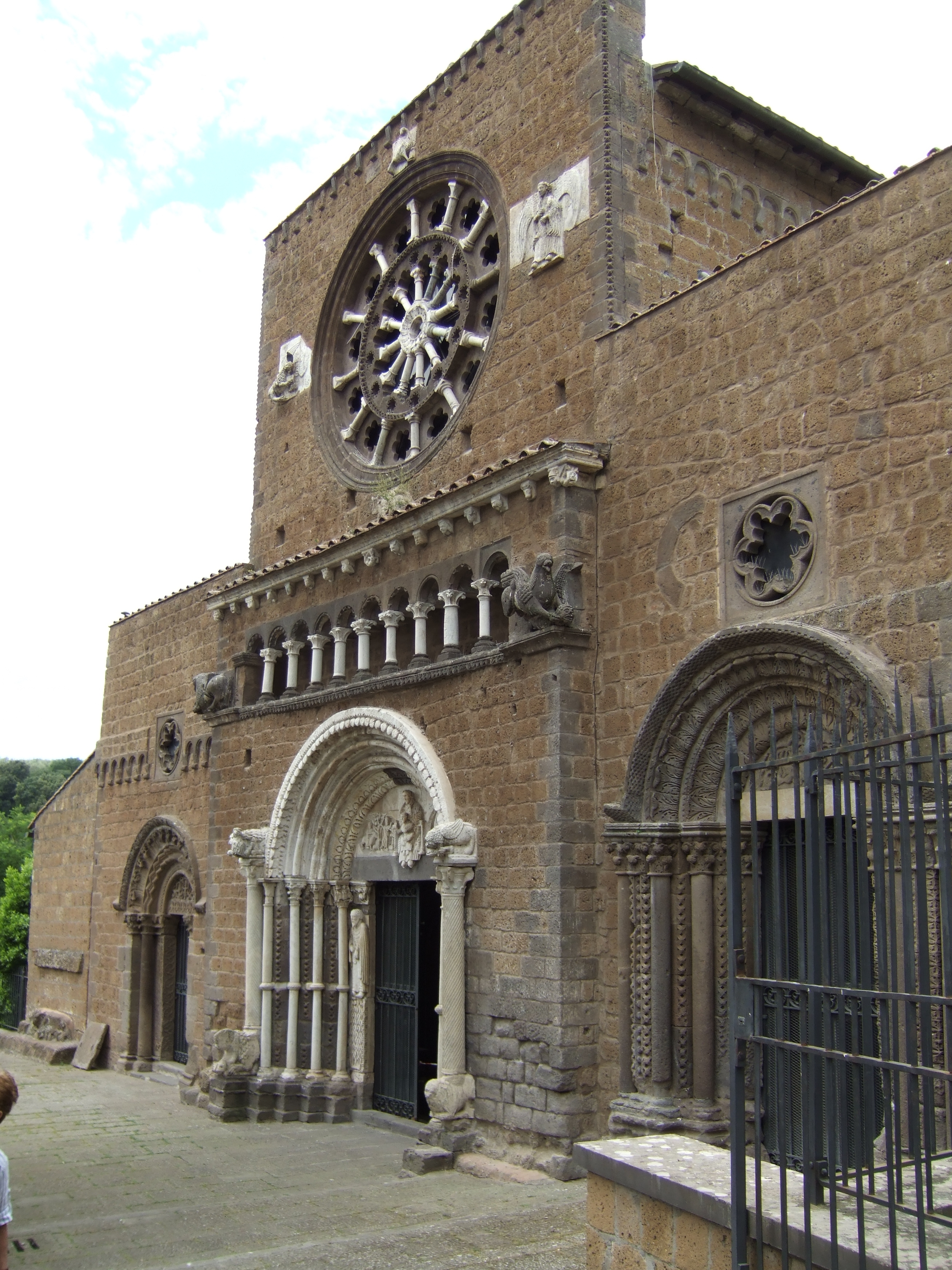
Façade de l'église Sainte-Marie-Majeure
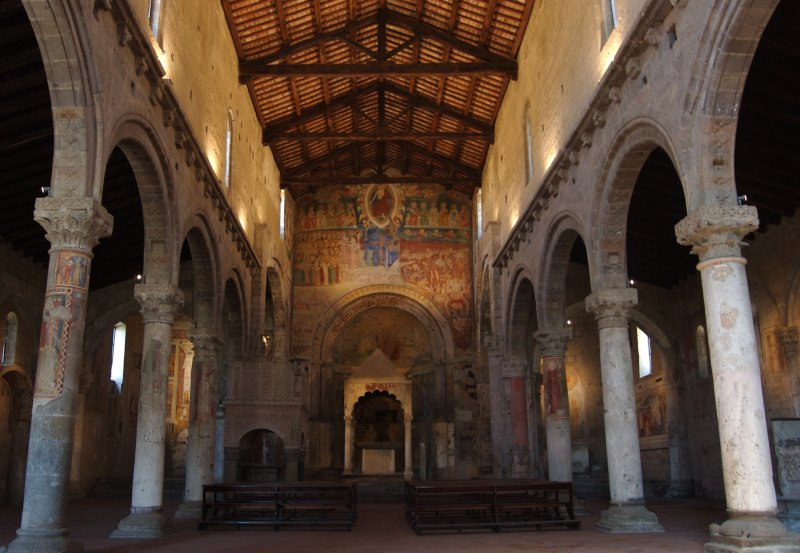
Nef de l'église Sainte-Marie-Majeure
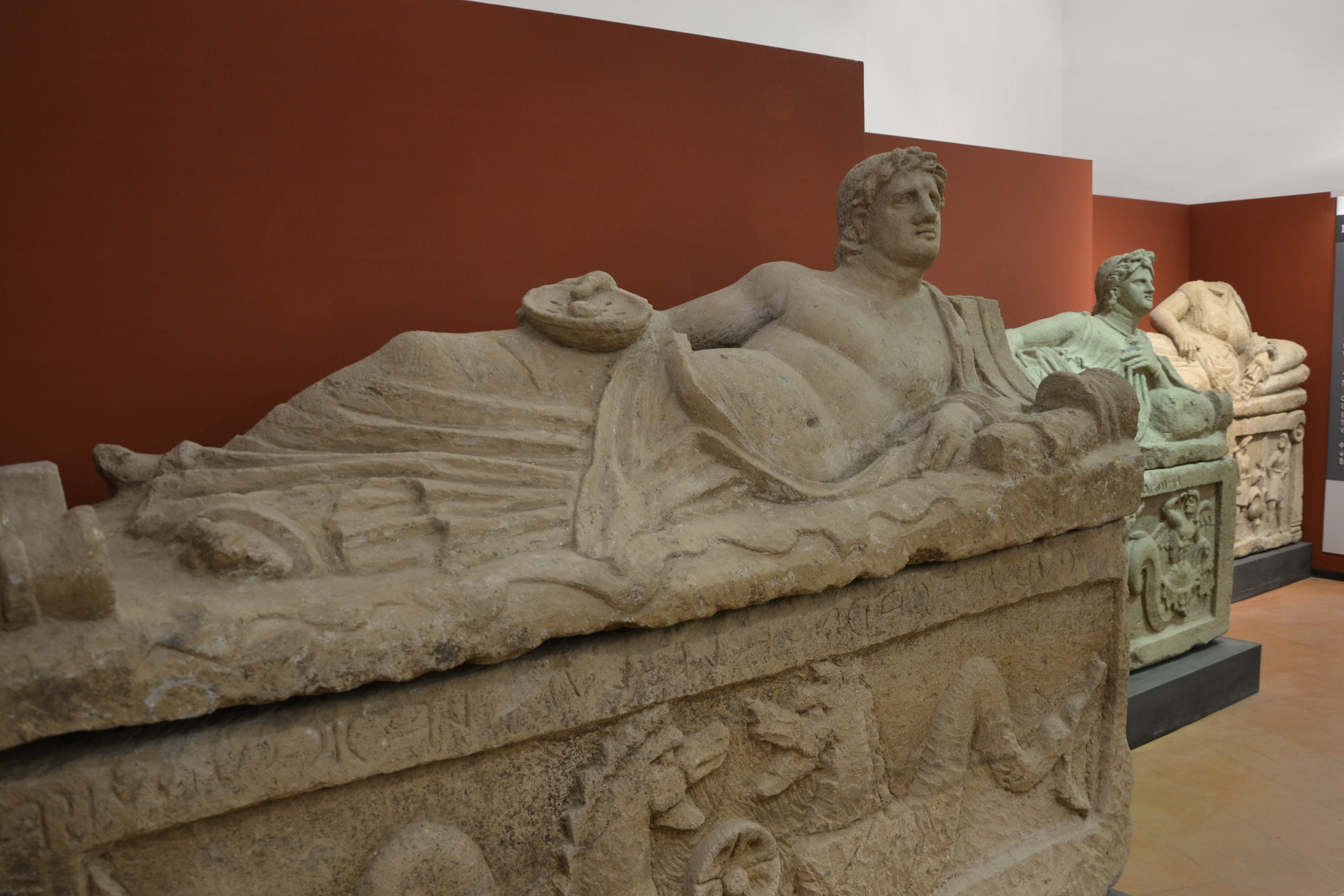
Musée archéologique de Tuscania

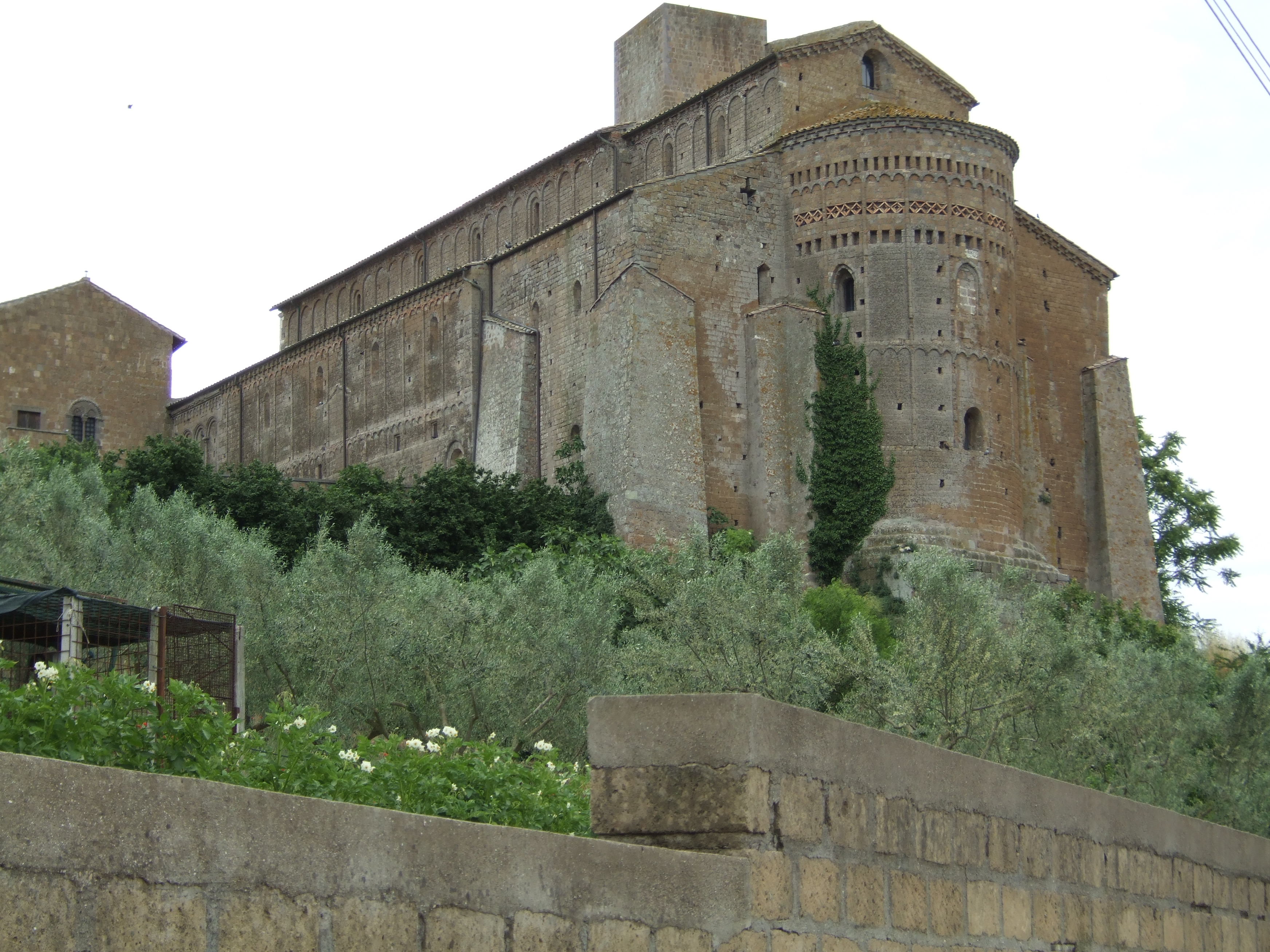
Chevet de l'église Saint-Pierre.
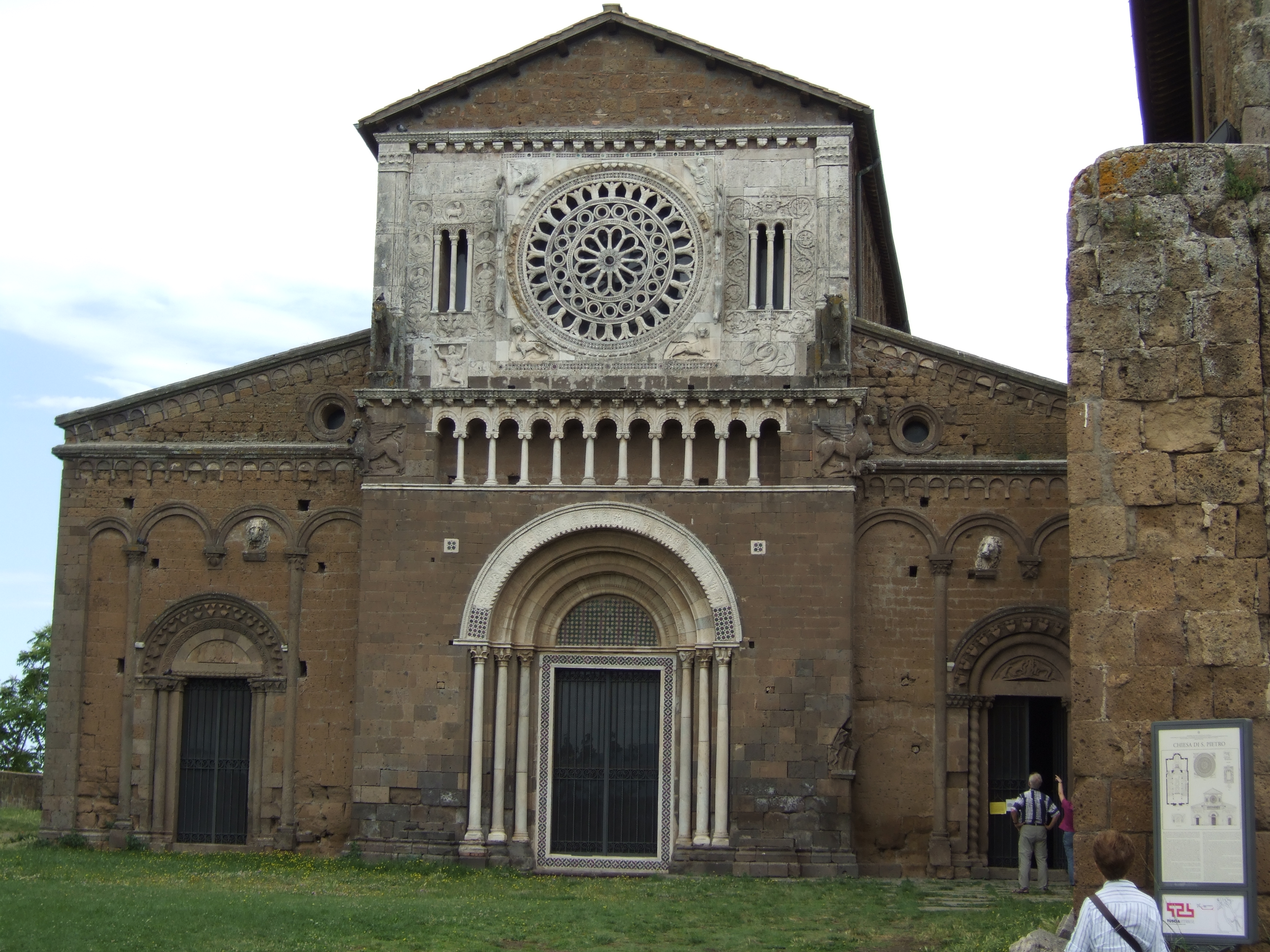
Façade de l'église Saint-Pierre.

## Administration
| Période                                  | Période  | Identité         | Étiquette                     | Qualité |
| ---------------------------------------- | -------- | ---------------- | ----------------------------- | ------- |
| 25 mai 2014                              | En cours | Fabio Bartolacci | Lista civica Obiettivo comune | Maire   |
| Les données manquantes sont à compléter. |          |                  |                               |         |

### Communes limitrophes
Arlena di Castro, Canino, Capodimonte, Marta, Montalto di Castro, Monte Romano, Piansano, Tarquinia, Tessennano, Viterbe